# Magne Furuholmen
Magne Furuholmen (ur. 1 listopada 1962 w Oslo) – członek, założyciel grupy a-ha, w której gra na instrumentach klawiszowych oraz ostatnio komponuje muzykę. Założył również dwa inne zespoły: Timbersound (4 albumy z muzyką filmową) oraz Bridges (1 album). Magne uprawia również malarstwo, jego obrazy wystawiane są w galeriach m.in. w Norwegii i Danii.

## Odznaczenia
- Kawaler I Klasy Królewskiego Norweskiego Orderu Świętego Olafa – 2012[2]

## Wybrana filmografia
| Tytuł                              | Rok  | Uwagi                                         | Źródło |
| ---------------------------------- | ---- | --------------------------------------------- | ------ |
| "Let the Scream Be Heard"          | 2013 | film dokumentalny, reżyseria: Dheeraj Akolkar | [ 3 ]  |
| "The Nation's Favourite Bond Song" | 2015 | film dokumentalny, reżyseria: Kerry Allison   | [ 4 ]  |